# 11870 Свеї
11870 Свеї (11870 Sverige) — астероїд головного поясу, відкритий 7 жовтня 1989 року.
Тіссеранів параметр щодо Юпітера — 3,196.
Назва від нації "шведи" або "свеї".